# Trupanea polyclona
Trupanea polyclona är en tvåvingeart som först beskrevs av Friedrich Hermann Loew 1873.  Trupanea polyclona ingår i släktet Trupanea och familjen borrflugor.
Artens utbredningsområde är Kuba. Inga underarter finns listade i Catalogue of Life.